# 27658 Dmitrijbagalej
27658 Dmitrijbagalej este un asteroid din centura principală de asteroizi.

## Descriere
27658 Dmitrijbagalej este un asteroid din centura principală de asteroizi. A fost descoperit pe 1 septembrie 1978 la Observatorul de Astrofizică din Crimeea de Nikolai Cernîh. Asteroidul prezintă o orbită caracterizată de o semiaxă mare de 2,76 ua, o excentricitate de 0,30 și o înclinație de 9,4° în raport cu ecliptica.